# Chamatkar
Chamatkar (en hindi: चमत्कार, traducción: Milagro) es una película de comedia de fantasmas india dirigida por Rajiv Mehra. Los protagonistas fueron Naseeruddin Shah, Shahrukh Khan y Urmila Matondkar. Se estrenó el 8 de julio de 1992. Rajiv Mehra decidió trabajar nuevamente con Shahrukh Khan en Ram Jaane de 1995. El filme fue bastante popular entre los niños. A partir de 2016, los derechos de esta cinta son propiedad de Red Chillies Entertainment de Shahrukh Khan. La historia central se basa libremente en la película Blackbeard's Ghost de 1968.

## Argumento
Sunder Srivastava (Shah Rukh Khan) es un joven graduado. Su principal ambición en la vida es cumplir el sueño de su padre de comenzar una escuela en su propiedad de medio acre en su pueblo, aunque no tiene fondos para ejecutar sus planes. El amigo de la infancia de Sunder, Prem, un estafador experimentado en Bombay, convence al crédulo Sunder de una hipoteca. Cuando Sunder llega a Bombay, primero lo engañan y pierde su equipaje, luego lo embolsan y pierde su dinero. Luego descubre que Prem lo engañó y huyó a Dubái con su dinero. Sunder se ve obligado a refugiarse en un cementerio. Sunder comienza a maldecir su suerte y desahoga su ira. Una voz le responde y un sorprendido Sunder le pide a la persona que se identifique. La fuente de la voz, que no se puede ver, se sorprende y le pregunta a Sunder si este último realmente puede escucharlo.
Sunder se da cuenta de que ha estado hablando con un fantasma y entra en pánico. El fantasma de repente se hace visible para Sunder y se presenta como Amar Kumar alias Marco (Naseeruddin Shah). Marco le dice a Sunder que solo él puede ayudar a Sunder y viceversa. Marco cuenta su historia. Marco era un gánster del inframundo que se enamoró de una Savitri Kaul (Malvika Tiwari), hija de un tal Sr. Kaul (Shammi Kapoor). Savitri declinó casarse con él si no cambiaba su forma de ser. Para demostrar que hablaba en serio, Marco decidió abandonar el crimen. Esto no fue un buen augurio para su protegido Kunta (Tinu Anand), que quería ser tan grande como el propio Marco. En su noche de bodas, Marco fue secuestrado y asesinado por Kunta, luego de lo cual fue enterrado en el cementerio. Marco le dice a Sunder que muchos crímenes que ocurren en la ciudad bajo su nombre son cometidos por Kunta y sus secuaces.
Marco le dice a Sunder que debido a sus pecados, no puede alcanzar la redención. Marco fue predicho que solo su salvador podría verlo y escucharlo, por lo que Sunder tiene que ayudarlo. Sunder declina, pero Marco lo sorprende al recordarle su sueño, sobre el cual Sunder no le había dicho nada a Marco. Marco le dice que quiere ver a Savitri y al Sr. Kaul. También le dice que no puede tocar ni dañar a nadie hasta que llegue el momento. Marco se las arregla para conseguir un puesto de Sunder como entrenador de cricket en una escuela dirigida por el Sr. Kaul. Marco se enoja cuando descubre que después de su asesinato, Kunta y sus matones fueron a la casa de Kaul y le dijeron a Savitri que Marco estaba vivo y que había huido de la India para no volver nunca más, lo que sugiere que Marco solo se casó con ella para dormir con ella. Kunta les había dicho que Marco quería que Savitri y su padre entregaran los documentos de propiedad de su hotel a Kunta, pero Savitri se negó a entregarlos a menos que el propio Marco viniera a pedirlos. Kunta luego trató de violar a Savitri, pero fue detenida cuando su padre se vino abajo, prometiendo entregarles los documentos. Al escuchar todo esto, Marco está furioso y promete venganza. Se entristece al descubrir que Savitri murió algún tiempo después, pero se alegra cuando se entera de que tiene una hija de la noche de bodas con Savitri llamada Mala (Urmila Matondkar).
Sunder y Marco también descubren que la escuela carece de fondos y que Kunta está tratando de usurpar sus tierras. Mala y Sunder comienzan a enamorarse. Marco ayuda y mantiene alejados a los matones de Kunta. Más tarde, Marco muestra una habitación secreta a Sunder donde había guardado todo su botín. Kunta ni nadie más conocía la sala, por lo que Marco propone que se haga una donación anónima, que será más que suficiente para salvar la escuela y ayudar a Sunder. Sin embargo, debido a su supervisión, Kunta descubre la ubicación de la habitación y Marco pierde todo su dinero. Marco se refiere a Kunta como «Woh Kunta saala» («ese pícaro Kunta»). En un intento desesperado, Marco roba algo de dinero y apuesta para duplicar el dinero. Sunder se hace responsable del robo, aunque no hay pruebas presentes. Marco le dice la verdad a Sunder, y tienen una pelea.
Sunder acepta un partido de cricket entre su equipo y un equipo encabezado por el sobrino de Kunta: si ganan el juego, ganarán fondos para mantener la escuela. Inicialmente, el equipo de Sunder está perdiendo, pero Marco luego entra en el juego (aún invisible para todos), sabotea al equipo oponente y ayuda al equipo de Sunder, lo que lleva al equipo de Sunder a tener un éxito masivo.
Después de una breve reunión entre Sunder y Kunta antes del comienzo del partido donde Sunder menciona el fantasma de Marco, Kunta sospecha. Durante el combate, secuestra a Sunder junto con Mala y los entierra vivos en el mismo lugar donde había enterrado a Marco. Marco logra llevar a la policía al cementerio donde estalla una pelea entre Kunta y sus matones, por un lado, Marco, Mala, Sunder y los policías, por el otro. Después de lograr golpear a los matones, Marco comienza a estrangular a Kunta con una soga mientras Sunder obliga a Kunta a confesar su papel en el asesinato de Marco. Luego Marco empuja a Kunta hacia la tumba vacía y cuando está a punto de matarlo con una gran roca, Mala le pide que se detenga, llamándolo «padre» y suplicando que no mate y manche sus manos con sangre debido a Kunta. Al escuchar esto, Marco cede inmediatamente y deja que Kunta viva.
Finalmente, Sunder tiene éxito en su misión. Sunder y Mala se casan, con Marco asistiendo a la boda. En la boda, un rayo de luz cae sobre Marco, quien luego asciende al cielo, aunque no sin antes pedir «un minuto» para rogarle al espectador que haga lo correcto mientras están vivos, porque no tendrán la oportunidad de que lo haya hecho para arreglar las cosas justo después de la muerte.

## Reparto
- Shah Rukh Khan como Sunder Srivastava.
- Urmila Matondkar como Mala Kumar.
- Naseeruddin Shah como Amar Kumar, alias Marco.
- Tinnu Anand como Kunta (asociado de Marco).
- Shammi Kapoor como Sr. Kaul
- Ashutosh Gowariker como Monty.
- Ali Asgar como Rakesh.
- Guddi Maruti como She-Girl.
- Malvika Tiwari como Savitri Kaul.
- Deven Verma como inspector policía.
- Rakesh Bedi como Moti.
- Johnny Lever como comentarista de cricket.
- Anjana Mumtaz como Sra. Kaushal
- Aanjjan Srivastav como inspector policía.
- Arun Bakshi como Umpire.
- Gavin Packard

## Lista de canciones
Todas las letras escritas por Anand Bakshi y toda la música compuesta por Anu Malik.

| Chamatkar |                                  |                                            |          |  |
| N.º       | Título                           | Cantante(s)                                | Duración |  |
| 1.        | «Pyar Ho Jayega»                 | Kumar Sanu, Alka Yagnik                    | 5:29     |  |
| 2.        | «O Meri Neendein Churane Wale»   | Kumar Sanu, Asha Bhosle                    | 7:40     |  |
| 3.        | «Bichhoo O Bichhoo»              | Asha Bhosle                                | 5:45     |  |
| 4.        | «Is Pyar Se Meri Taraf Na Dekho» | Kumar Sanu, Alka Yagnik                    | 5:23     |  |
| 5.        | «Dekho Dekho Chamatkar»          | Kumar Sanu, Sukhwinder Singh, Nandu Bhende | 5:54     |  |
| 6.        | «Jawani Deewani»                 | Udit Narayan, Poornima                     | 6:35     |  |
| 7.        | «Yeh Hai Pyar Pyar»              | Kumar Sanu, Asha Bhosle                    | 4:53     |  |
| 41:39     |                                  |                                            |          |  |